# واحة العين

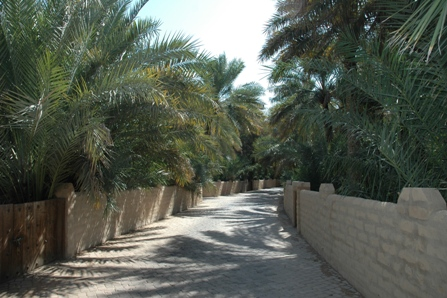
واحة العين.

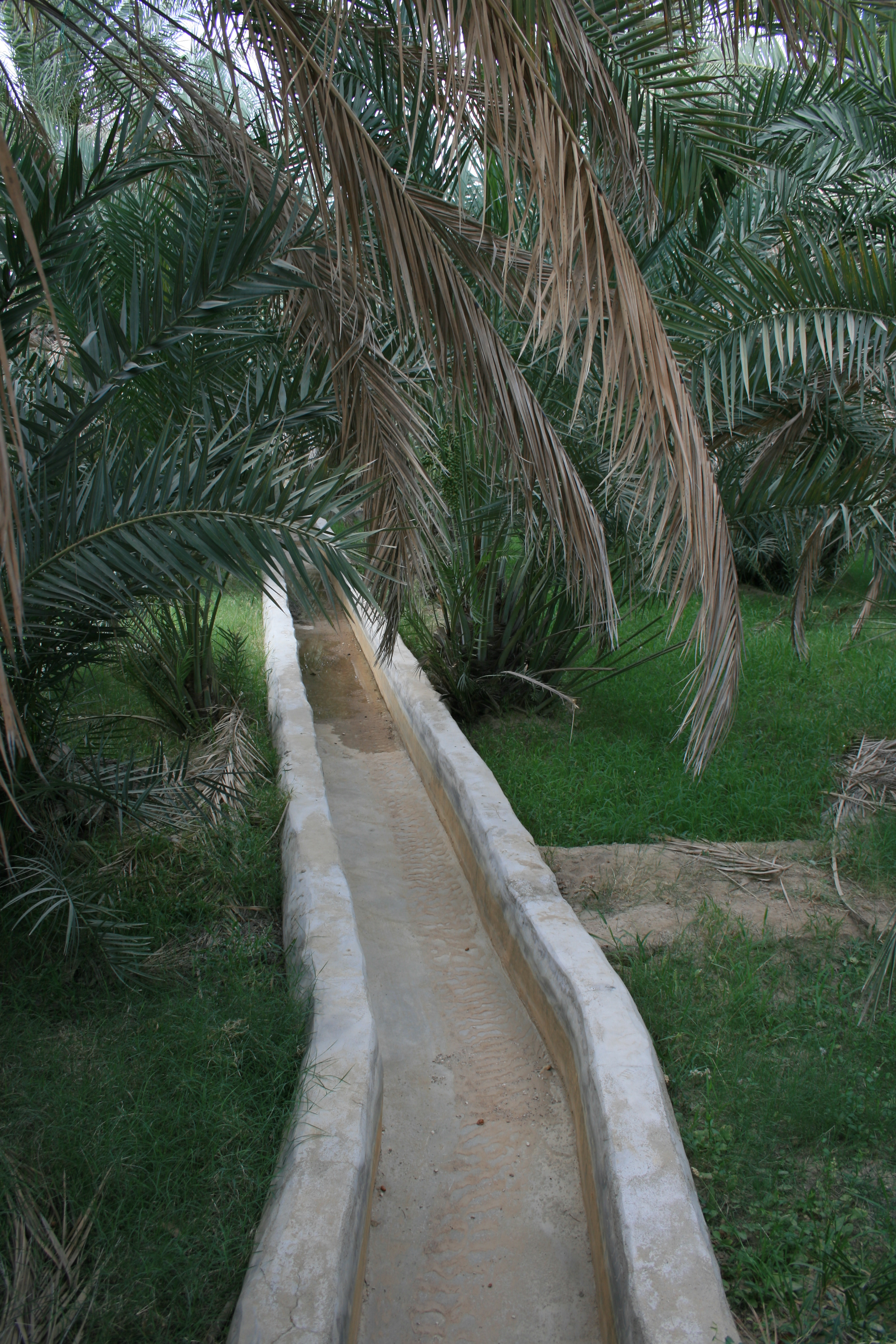
يتم الريّ في واحة العين باستخدام نظام أفلاج يبلغ عمره حوالي 3000 عام.

واحة العين هي أكبر واحة في مدينة العين، إمارة أبوظبي، الإمارات العربية المتحدة. تقع في الجهة الجنوبية الشرقية للمدينة، وعلى مقربة من متحف العين الوطني، وتضمّ عددًا كبيرًا من مزارع النخيل التي ما يزال يعمل معظمها إلى الآن.
ويتم الري في الواحة باستخدام نظام أفلاج يبلغ عمره حواليّ 3000 عام، حيث يغذي الواحة فلجان أحدهما لم تجف مياهه إلى الآن وهو الداوودي وينبع من منطقة المراغ شرق مدينة العين ويصل طوله إلى 5100 متر، أما الفلج الثاني وهو العيني فيعتبر من أطول الأفلاج في مدينة العين ويبلغ طوله 8300 متر ويصل عمقه إلى 90 قدماً تحت الأرض، ويتدرج باتجاه الواحة حتى يصل إلى مستوى سطح الأرض.
تبلغ مساحة الواحة حوالي 3000 فدّان، وتحتوي على أكثر من 147000 نخلة من أصناف متنوّعة تقارب المئة  بالإضافة إلى أشجار الفاكهة، مثل المانجو والبرتقال والموز والتين. وأهم معالمها التاريخية، قلعة الشيخ سلطان بن زايد آل نهيان، والتي أسست عام 1910 وتقع في الجهة الشرقية من الواحة، وقلعة المربعة في جهة الشمال الشرقي من الواحة، والتي بناها الشيخ زايد بن سلطان آل نهيان عام 1948، أيضاً أسس الشيخ زايد أول متحف في الإمارات وهو متحف العين الوطني في الجزء الشرقي من الواحة بجوار قلعة الشيخ سلطان، وكانت القلعة تستخدم كمركز إداري لإدارة شؤون المنطقة، وفي ذلك الوقت تأسست شرطة العين في قلعة المربعة. ويقع في الجهة الغربية من الواحة قصر العين الذي يعود بناؤه إلى عام 1937، وكان محلًا لإقامة الشيخ زايد في العين بين عامي 1937 و1966، وقد تم افتتاحه كمتحف عام 2001.